# 奇跡体験!アンビリバボー
『奇跡体験!アンビリバボー』（きせきたいけん!アンビリバボー）は、フジテレビ系列で1997年（平成9年）10月25日から放送されているドキュメンタリー系バラエティ番組である。2023年（令和5年）10月18日からは、毎週水曜日 20:00 - 21:00（JST）に放送されている。イースト（旧：EAST ENTERTAINMENT→E&W）制作。字幕放送、ハイビジョン制作が実施されている。
番組開始から2007年には10周年、2017年に20周年を迎え、2022年10月には25周年を迎えた。
通称は『アンビリバボー』『アンビリ』。

## 概要
1991年10月から1997年9月まで6年間放送された『(たけし・逸見の)平成教育委員会』の後継番組として1997年10月25日にスタート。2012年9月までは、正式には「ビートたけしPresents」がタイトルに含まれていた
放送開始当初は土曜19:00台に放送されていたが、1998年9月26日の1周年記念スペシャルを以て木曜20:00台に移動。その後、2023年10月からは、水曜20:00台に移動し、現在に至る。
番組構成は基本的に前半が事件や事故など、後半は日本国内と海外の感動のエピソード（通称「感動のアンビリバボー」）を取り上げる。その他の企画内では世界中で撮られた衝撃映像やアニマル映像、自然現象、ミステリー（ミステリアスアンビリバボー）も放送している。かつて1997年10月番組開始から2003年、2007年から2014年8月以前までは季節を問わず心霊SP「恐怖のアンビリバボー」を放送していた。
出演者はレギュラーとしてバナナマン（設楽統、日村勇紀）、進行アシスタントに岸本理沙（フジテレビアナウンサー）が出演し、そのほかに1回あたり数名のゲストが出演する（2017年10月〜2021年3月までスペシャル拡大版以外の通常回ではゲストは居なかった）。
放送された作品によっては映像ソフト化されたりすることもある。
2018年3月に当番組とほぼ同じ時期に始まり、20年以上に渡りフジテレビを代表するバラエティ番組として放送されてきた『めちゃ×2イケてるッ!』・『とんねるずのみなさんのおかげでした』が相次いで終了。これにより当番組は2024年3月現在、フジテレビのゴールデンタイム・プライムタイムで最も長く放送され続けているバラエティ番組となった。
2024年3月6日放送分をもって、約26年半にわたりストーリーテラーとして出演したビートたけしと、過去最長となる約11年半にわたりスタジオ進行役を務めた剛力彩芽が卒業。4月以降はナビゲーターとして物語の進行の形は無くし、バナナマンが続投する形で番組は継続されている。

### 放送時間の変遷
| 放送期間 | 放送期間 | 放送日・放送時間（JST）      | 補足 |
| -------- | -------- | ---------------------------- | --- |
| 1997.10  | 1998.9   | 土曜日 19:00 - 20:00（60分） | |
| 1998.10  | 2001.3   | 木曜日 19:53 - 20:54（61分） | 『サタスマ』の放送開始と『強力!木スペ120分』の放送終了により放送時間を移動。 |
| 2001.4   | 2018.3   | 木曜日 19:57 - 20:54（57分） | 前番組の『クイズ$ミリオネア』の時間拡大により、放送時間を4分縮小。 |
| 2018.4   | 2021.3   | 木曜日 19:57 - 21:00（63分） | 後番組の『THE NEWSα Pick・あすの天気』の終了により、放送時間を6分拡大。 但し21:00まで放送する局はフジテレビをはじめとする8局のみで、該当しない系列局は20:54飛び降り。 2018年10月からは21時台番組接続をステブレレスに変更、2019年4月からはジャンクション・ステブレ入り接続を復活。 |
| 2021.4   | 2023.9   | 木曜日 20:00 - 21:00（60分） | 20時台のフライングスタートの廃止により、放送時間を3分縮小。 |
| 2023.10  | 現在     | 水曜日 20:00 - 21:00（60分） | 『オドオド×ハラハラ』の放送開始と『林修のニッポンドリル』の放送終了により放送時間を移動。 |

## 出演者

### スタジオ出演者

#### レギュラー
- バナナマン（設楽統 / 日村勇紀）（2012年10月 - ）

#### 進行アシスタント
- 小室瑛莉子（フジテレビアナウンサー）（2025年4月 - ）[注 3]

#### ナレーター
- 佐藤政道（レギュラー放送担当）
- 間宮康弘、山中真尋（衝撃映像スペシャルなどを担当）
- 種川遥、福田亨（不定期担当）
- 仲野裕、川喜多美子（アニマル映像スペシャルのみ担当）

### 過去の出演者

#### ストーリーテラー（ナビゲーター）
- ビートたけし（1997年10月25日 - 2024年3月6日）

番組開始当時から一貫してVTRの合間に出演者と別のスタジオでナビゲーター役として出演していた。メインスタジオの出演者と絡む事も基本的に無い（番組開始から2012年10月まではメインスタジオのモニターにたけしがいる別スタジオが映されたり、メインスタジオの方へ登場する事もあった）。ただし、スペシャル放送時に過去4回、例外でスタジオに現れた事があり、1999年3月、2008年1月、2009年大晦日、2010年大晦日に登場している（2008年1月は福田康夫に扮し、2009年大晦日はスタジオの観客に紛れて、2010年大晦日はセットの中に紛れて出演）。たけしは『たけしの誰でもピカソ』（テレビ東京）内で「取り上げられる事件・事故の内容を知らずにスタッフのカンペを読んでいる」と明かした。
2024年3月6日放送分をもって番組を卒業し、これに伴い1991年10月の『平成教育委員会』から32年半（『平成教育』開始の2年前となる1989年10月まで放送されていた『オレたちひょうきん族』も含めると通算40年半）続いたフジテレビのゴールデンタイムでたけしがレギュラー出演する番組が無くなることとなった。

#### MC
- 板東英二 （1997年10月 - 1998年9月）
- 佐藤藍子（1998年10月 - 2007年3月）
- 小林麻央（2007年4月 - 2011年3月）
- 大政絢（2011年4月 - 2012年9月）
- 剛力彩芽（2012年10月 - 2024年3月）

#### 進行アシスタント
- 岸本理沙（当時フジテレビアナウンサー、2024年4月 - 2025年4月）

#### スタジオ出演者
- 関根勤
- そのまんま東
- 野村佑香
- 木佐彩子（当時フジテレビアナウンサー）
- 江口ともみ
- ユースケ・サンタマリア
- 所ジョージ
- 有坂来瞳（隔週)
- 藤崎奈々子
- 山川恵里佳（隔週）
- 清水圭
- LIZA（隔週）
- 福田沙紀
- 林丹丹
- 高部あい
- 武井咲（隔週）
- 高見侑里
- 皆藤愛子

#### ナレーター
- 立木文彦（番組開始当初）
- 櫻庭裕士、小川真司、武田華、鈴木英一郎（衝撃映像スペシャルなどを担当）
- 青山穣、春日萌花（アニマル映像スペシャルを担当）
- 杉本るみ、湯浅真由美、佐藤芳洋、木村まどか、近藤唯、宮瀬尚也、辻井健吾、山野井仁、兼安愛海、山内翔輝、大海吾郎（スペシャル拡大放送などを担当）

## 企画

### 現在
事件、事故、災害
日本国内や海外の事件や事故、災害にスポットを当てた企画。VTR内では主に前半に事件、事故、災害の発生から解決までを再現ドラマで放送されている。国内では「実録国内事件簿」として2〜3時間スペシャルとして放送することもある。またこれまでの事件の中で、指紋鑑識官や交通事故鑑定人、司法解剖医などの人物の身に起きた出来事も取り上げている。
奇跡（感動のアンビリバボー）
番組開始時から放送。1998年4月頃から、コーナー名が付き始めた。国内外問わず、感動の物語にスポットを当てた企画。番組内では主に後半に放送され、世界中の人々の壮絶人生や有名な人物の人生の裏側にあった感動の結末などを紹介。番組開始から後に「感動のアンビリバボー」と呼ばれるようになる。
衝撃映像スペシャル
世界中で起きた危機一髪な瞬間や衝撃的な映像を放送する企画。
アニマル映像スペシャル
世界中のかわいい動物から衝撃的な動物、自然界での厳しく生きる動物などの映像を取り上げた企画。またVTR内では「ぽい？ぽくない？アニマル」や「元気が出るアニマル」、「見たことない人手をあげて！アニマルの見たことない瞬間！」、「アニマルクイズ」などのコーナーも放送している。
奇跡の絶景スペシャル
不定期で放送され世界中に存在するアンビリバボーな奇跡の絶景の企画。奇跡の絶景を作り出した人々の壮絶な人生物語もお届けしている。
視覚のトリックスペシャル
不定期で放送されている企画で、世界中で集めた視覚のトリック。目の錯覚から生まれるトリックなどを取り上げている。
ミステリースペシャル
過去には「ミステリアスアンビリバボー」として取り上げていた。近年では季節に合わせた「○○（真夏の、秋の、真冬の、など）のミステリーSP」として季節に合わせ放送している。世界中の不思議な出来事やあり得ない出来事、奇跡を取り上げている。
あなたならどうする？スペシャル
日本国内や世界中の人々の絶体絶命の状況やそれを目の当たりにした人々の機転を利かせた神対応を取り上げた企画。2018年以降からは3か月に2回程度放送していたが、現在は不定期で放送されている。
戦争、終戦記念日スペシャル
毎年ではないが、8月6日（広島原爆投下）、9日（長崎原爆投下）、15日（終戦記念日）の前後に放送され、その他の戦争や終戦にまつわる奇跡の物語が取り上げている。
アンビリ不動産スペシャル
世界中の驚愕の家、建物を紹介する企画で、不定期で放送されている。前回の放送は2022年3月17日。
ヒーロースペシャル
不定期で拡大版として放送している。絶体絶命の状況を救った奇跡のヒーローを紹介している。
心霊（恐怖のアンビリバボー）
番組開始当初から季節問わず毎週放送されていたコーナー。1998年4月頃から、コーナー名が付き始めた。国内外を問わず起きた怪奇現象や、視聴者から送られた心霊写真や心霊スポットに関する情報などを取り上げている。また、取材にあたっていたスタッフにも心霊体験などが起こっていたこともある。心霊スポットなどに行く際には、霊能者の立原美幸が同行することもあった。2014年8月の放送を最後に放送は一切行っていなかったが2024年8月21日の3時間スペシャルにて10年ぶりに放送された。

### 過去
DJアンビリバボー
ファニーアンビリバボー
ミステリアスアンビリバボー
現在の、「ミステリーSP」の原点。
ガーナ代表野球チーム 奇跡への道
1998年9月26日の2時間スペシャルから特別企画としてスタート。木曜時代の初期に放送。
音のトリックスペシャル
2016年4月14日、7月7日に2回放送された。世界中の音で織りなす奇跡の演奏や音や音楽により奇跡を起こした人々の物語を取り上げた。
あんぐりバボースペシャル
不定期で数回、放送された。VTR内で栗の形をしたキャラクターが「あんぐりバボー！」と言っている。世界中のあり得ない現象や出来事を取り上げた。
常識崩壊スペシャル
2016年5月5日に一回のみ放送された。世界中や国内の実は思ってたのとは違う、常識だと思っていたあの○○の事実を取り上げた企画。
あなたは真実を見破れますか！？謎解き衝撃映像
2017年に数回放送され、世界中の衝撃映像に隠された結末の真実をクイズ形式でお届けする企画。

## 番組の歴史

### 1997年10月 - 1998年9月
- 『平成教育委員会』の後枠として、1997年10月25日に毎週土曜日 19:00 - 20:00（JST）の時間帯で放送を開始した。
- 初回放送ではまずナビゲーターのビートたけしが「『奇跡体験!アンビリバボー』あなたは信じられますか?こんな話?」と語り、スタジオパートに移行。ナレーションでは「それは神のいたずらなのか?あるいは運命の定めしおきてなのか?科学や常識だけでは決して解き明かされることのない数々の現象。偶然、神秘、そして奇跡。己の目を疑う衝撃の真実に出会った時、人はそれを『アンビリバボー』を呼ぶ。今ここにアンビリバボーな奇跡を求めてやまないメンバーが集結した、ビートたけしがおくる数々のミラクルやミステリー、遠いあなたもその目撃者となる!」と語りながら始まった。初回のエピソードは、『復讐の弾丸』『ゾロ目の出産』『見たら死ぬ、猿酒』『43年目の再会』の4つを取り上げた。しばらくして「恐怖のアンビリバボー」や「感動のアンビリバボー」、「ミステリアスアンビリバボー」などの、「○○のアンビリバボー」というコーナーの元でエピソードを紹介する構成に変わった。なお、初回放送の一部は2017年9月28日の番組20周年800回記念2時間スペシャルの際に放送された。
- 番組開始当初は板東英二がメインMCを務め、板東・そのまんま東・野村佑香の進行ベースと関根勤・木佐彩子のDJベースがあった。DJベースでは、視聴者から投稿作品を募集し、採用された場合に「アンビリバ棒」や「アンビリバボールペン」などの賞品をプレゼントしていた。半年後、DJベースが廃止となり、進行ベースが中心となったと同時に関根も進行ベースに加わり、さらに木佐が卒業し江口ともみが進行役として参加。また、ユースケもレギュラー出演者として参加した。

### 1998年10月 - 2007年3月
- 1998年10月15日に木曜20時台の放送枠に移動、板東は当時司会として出演していた『マジカル頭脳パワー!!』（日本テレビ系列）との兼ね合いのため、江口と共に卒業した。板東に代わって『マジカル～』を1996年10月に降板した所ジョージがレギュラーとなり、さらに司会進行役の佐藤藍子が加入した。また東は放送枠移動2日前に発覚した不祥事により、移動後まもなく清水圭に交代となった。不祥事発覚より以前に収録済みの分は収録日のテロップを入れて対応した。なお、清水と佐藤も『マジカル～』に常連として出演していた時期がある。
- 1998年には元広島東洋カープの高橋慶彦が番組内企画でガーナを訪れ、野球の普及活動に一役買った。その時、所がガーナ野球の応援歌を作った。後に「総合入場行進曲」と言うタイトルで明石家さんま&所ジョージのシングル「明石家さんまさんに聞いてみないとネ」のカップリング曲としてCD化した。
- 1998年12月31日に初の大晦日スペシャル「驚異の新世紀へアナタも超能力者」が18:30から21:00まで放送された。
- 1999年3月25日のスペシャルで、たけしが初めてスタジオに登場。
- 番組開始当初から毎週行われていた「恐怖のアンビリバボー」が、2003年以降は激減。その後、2007年7月26日に久々に復活した。
- 番組初回から編集・MAに携わっていたクリエイティヴ・コア（旧：TDKコア）が2004年11月で外れ、同年12月からヌーベルバーググループのポストプロダクション部門（現在はヌーベルアージュ）が引き継ぎ2025年現在も担当している。
- 2005年5月に番組開始当初から使用されていたオープニングシーン（ARCANAのSource Of Light）とエンディングシーンの映像が変更された（オープニングテーマはEnigmaの『Modern Crusaders』）。
- 2006年11月25日には「感動のアンビリバボー」で放送された実話が阿部寛と黒木瞳の主演で『遙かなる約束〜50年の時を越えた運命の愛〜』としてテレビドラマ化された。

### 2007年4月 - 2012年9月
- 長らく進行役を務めてきた佐藤藍子が2007年3月をもって卒業し、翌4月からは後任として当番組の大ファンだったという小林麻央が進行役として出演。隔週出演者も山川恵里佳と有坂来瞳が卒業し、福田沙紀とLIZAに交代となり、同時に番組セットもリニューアルされ、ゲスト（基本的に若手女性タレント）が毎回登場するようになった。
- 2007年10月25日の放送で番組開始10周年を迎えた。その後2008年1月10日に10周年スペシャルが放送され、旧レギュラーの板東（20時台のみ）、野村、佐藤、藤崎がスタジオに、東はVTRにてゲスト出演した。
- 2009年4月から隔週出演者の福田沙紀が降板（後任は高部あい）。それと同時にゲストも増員（原則男性2名、女性2名）された。
- 2009年12月31日（大晦日）、1998年の大晦日以来11年ぶりにその日が木曜日だということもあり、18:30 - 23:45の5時間15分の生放送の特別番組が放送された。ナビゲーター役のたけしもスタジオに出演（「特殊メイク」を紹介するコーナーでは、中年女性のメイクを施したたけしが観客席に紛れ込んでいた）。視聴率は1部（おそらくニュースによる中断前）8.9%、2部6.4%と、前年よりは少し改善された。
- 2010年12月31日も、金曜日ながら昨年同様に18:30 - 23:45の生放送特番が放送された[注 4]。大晦日に当番組の特別番組が放送されるのは2年連続となる。たけしは前年同様スタジオに紛れ込んでの登場となった（同年はスタジオセットの中）。視聴率は1部7.1%、2部4.2%と、前年より数字を落とした。なお嫁ぎ先の都合で大晦日のスケジュールが空かない小林麻央の代わりに、実姉の小林麻耶が進行役を務めた。
- 2011年1月10日、16:24 - （関東地区、地域により放送日時の違いがあるまたは放送されない）、チャンネルαにて、奇跡体験!アンビリバボー特別編 映画「僕と妻の1778の物語〜本当にあった愛と感動のストーリー〜」を放送。
- 2011年3月17日、4年間進行役を務めてきた小林が梨園の妻と出産に専念するため降板[1]。小林の後任として大政絢が進行役となった。また、隔週レギュラーのうち武井咲が高見侑里（小林姉妹と同じセント・フォース所属）に交代した。
- 2012年4月から皆藤愛子が新レギュラーに加わった。
- 2012年9月13日放送分をもって、ナビゲーターのたけしを除くスタジオのレギュラー出演者全員（大政、所、関根、清水、皆藤、LIZA、高見）が卒業した。卒業に際して視聴者への説明や挨拶は一切なかった。

### 2012年10月 - 2023年9月
- 2012年10月4日放送分より、新たに剛力彩芽とバナナマン（設楽統・日村勇紀）がレギュラーとなりスタジオのセットも大幅にリニューアルされた。番組タイトルロゴのバックにヒーロー風のキャラクター（名称不明）が描かれており、冒頭の「ビートたけしPresents」は省略されている。
- 当初は、最後のVTR紹介後に日村が感想等をコメントする「日村の総括」というコーナーがあったが2013年10月以降はなくなり、リニューアル以前と同様のVTR後に直接エンディング（次回予告）に入る形態に戻されている。
- 2013年4月11日放送の2時間SPは、18:55 - 20:54と、19時台開始のSP版では初のフライングスタート（ジャンクション・ステブレ入り）となった。また同年6月27日放送の2時間SPも、18:55 - 20:54のフライングスタートになった。
- 2014年7月31日放送分では、内容を丸ごと別のものに差し替えた。当初の内容だった「アメリカで起きた信じられない女子高生殺人事件」「6歳の少女に全米が涙した出来事」のうち、前者が佐世保市での女子高生殺人事件と酷似していたため、遺族や高校に配慮したものとされる。
- 番組開始当初から放送されていた心霊関連「恐怖のアンビリバボー」は様々な事情により、2014年8月の放送分を最後に一切放送されていない。
- 2015年7月9日放送の2時間SPは、20:54枠の『こんやのニュース』を19:57 - 20:00に繰り上げて放送するため通常より3分遅い20:00開始で放送された。
- 2016年1月2日には、1998年9月19日以来17年4か月ぶりに土曜日の放送で18:30 - 22:00に3時間半SPを放送した。
- 2017年10月で放送20周年を迎え9月28日放送分で同時に800回の放送を迎えた。また10月12日放送以降、通常回でのゲストの出演は無くなり2018年1月4日放送分の3時間スペシャルからの拡大版のみゲスト出演となった。
- 2018年4月には、フジテレビのゴールデンタイム・プライムタイム帯で最長寿のバラエティ番組となる。また、当番組の後に放送されていた『THE NEWSα Pick』（20:54 - 21:00）が終了し20時台のスポットニュースが廃止され、6分拡大して19:57 - 21:00の放送となった。
- 2018年10月、月・火・水・土・日の20時台番組はフライングスタートを廃止して20:00開始となるも、当番組は金曜日の『金曜プレミアム』と共にフライングスタートを廃止せず、19:57開始を継続する。同時に木曜21時台の番組との間にCMを挿まない、いわゆるステーションブレイクレス編成となった（一部のネット局を除く）。だが2019年4月より『金曜プレミアム』はフライングスタートを廃止して20:00開始に変更されたため、当番組はフジテレビ20時台番組では唯一のフライングスタート番組となり、同時に木曜21時台番組との接続がジャンクション・ステブレ入りに戻った。2021年4月から20:00に放送時間変更。20:00スタートは1994年4月 - 9月に放送したドラマ「17才-at seventeen-」以来約27年ぶり。バラエティでは1993年10月 - 1994年3月に放送した『ビートたけしのつくり方』（『17才』の前番組。奇しくもたけしメイン番組）以来27年ぶり。
- 2020年4月2日放送分より、同年1月9日放送からエンディングとして使用していたKissBeeWESTの「HERO」が6月25日放送分までタイアップ期間が延長された。
- 2020年7月2日放送分からはクリープハイプが当番組のために描き下ろした新曲「四季」はエンディング、および番組本編でも一部、BGMとして2020年7月2日から2021年6月24日までの一年間、使用された。
- 2020年10月1日放送からはエンディングでの次回予告を取り止めその日に放送された事件や奇跡の場面（あらすじ）を流し始めた。
- 2020年11月からはエンディング前に画面右上に当番組より次番組やスペシャル拡大放送では、10時からの「木曜劇場」などの告知の表示が開始した。いずれも月曜枠から日曜枠は同様に次番組の告知が表示される（19時台番組→20時台番組→21時台番組→22時台番組順、22時台番組では23時以降の番組の告知表示はしない、スペシャル拡大放送がある場合には通常回とは違う次番組の告知が表示される）。
- 2017年10月から2021年3月まで通常回ではゲストの出演は無かったが、2021年4月から通常回でのゲストの出演が4年ぶりに復活、通常回や2時間スペシャルには2名、3時間スペシャルには4名出演している。
- 2017年9月28日で放送20周年、800回放送を迎えて3年が経った2020年6月4日には900回、そして2022年10月には放送25周年、放送回数1000回を迎えた。
- 2021年11月25日、プロ野球中継・SMBC日本シリーズ2021 第5戦 ヤクルト×オリックスにより放送休止となっていた放送内容「父親失踪のミステリー」「韓国チキンが起こす奇跡！」は2022年1月20日に放送された。
- 2022年4月14日以降の放送回より地方局ネット（飛び降り終了）で通常時未尾6分フルバージョン視聴出来ない場合、見逃し番組配信サービス「TVer」で当番組のリアルタイム配信が実施されているため、そちらで未尾6分を補完視聴することが可能となった。
- 2022年6月9日放送よりエンディング前の左上には次回の放送予告、エンディングでの左上には当番組の無料見逃し配信TVerの表示が開始。2020年10月以来、エンディングでの次回予告が無くなり6月9日放送分より次回予告を表示するのは1年9か月ぶりとなる。
- 2022年の10月13日放送には番組開始から25年を迎え、スタジオ進行役の剛力彩芽、スタジオレギュラーメンバーのバナナマンは2012年10月4日放送から出演10年目を迎えた。またスタジオ進行役の剛力彩芽は歴代MCとして最長となった。
- 2022年10月27日、プロ野球中継・SMBC日本シリーズ2022 第5戦 オリックス×ヤクルトにより放送休止となっていた放送内容「秋だ！祭りだ！アニマル映像大集合」は同年11月25日に放送された。
- 2023年7月20日放送分より、同年4月20日からエンディングとして使用されたWANIMAの「Oh!? lie! wrong!!」は2024年3月6日放送分までタイアップ期間が延長されている。
- 2023年秋の改編で当番組枠に『オドオド×ハラハラ』が編成されるため、当番組は一日早めた水曜20:00枠へ移動することが発表された。当番組の枠移動は約25年ぶりとなった。枠移動後も剛力、バナナマンはこれまで通り続投する[7][8]。ちなみに、裏番組にはかつて当番組のレギュラーだった所ジョージがMCとして出演している『1億人の大質問!?笑ってコラえて!』（日本テレビ）が放送されることになる。

### 2023年10月 - 2024年3月
- 木曜日20時枠「オドオド×ハラハラ」と置き換わる形で当番組は枠移動し、10月18日の2時間スペシャルより水曜日20時枠で放送されている。
- 2023年10月以降、隔週で当番組と『世界の何だコレ!?ミステリー』が通常放送（19:00 - 20:00）および交互2時間スペシャル（19:00 - 21:00）の放送を行う傾向がある。
- 2020年10月からはその日に放送された映像があらすじとしてエンディングで流れ、2022年6月からは放送終盤に次回予告の表示が2023年9月までされていたが同年10月からは3年ぶりに2020年9月以前と変わらない次回予告ありのエンディングとなった。
- 放送開始から26年半もの間、ナビゲーターを務めたビートたけしと2012年10月から11年半スタジオ進行役を担当した剛力彩芽が2024年3月6日の放送分をもって卒業。レギュラー出演者のバナナマンは今後も続投、同年4月以降も番組は継続されている[6]。

### 2024年4月 - 現在
- 2024年4月10日放送分より進行アシスタントとしてフジテレビアナウンサーの岸本理沙が加入。新体制で開始した。
- 2024年6月5日放送では東京ディズニーシーの新エリア前夜祭として生放送された。当番組で生放送されるのは2010年12月31日の大晦日特番の生放送以来、約13年半ぶりとなる。
- 番組開始から季節問わず放送されていた恐怖のアンビリバボーは2014年8月に放送されて以来、一切行っていなかったが2024年8月21日に呪物による恐怖体験として放送された。心霊関連での企画が放送されたのは10年ぶりとなる。
- 2024年10月16日放送からナオト・インティライミが過去のアンビリバボーの再現VTRを見て、インスピレーションを受け制作された当番組のために書き下ろした楽曲「Believer」がエンディングおよび、VTR内で2025年3月まで使用された。
- 2024年12月25日放送分からは2025年1月22日放送分を除く、スタジオトーク中にエンディングとスタッフロールを流す形がなされた。
- MLBワールドシリーズ　ロサンゼルス・ドジャースvsニューヨーク・ヤンキース　ダイジェストが2024年10月30日に放送されたため、同日に放送予定だった内容「ハラハラドキドキ&癒されまくり！最強アニマル祭！」は2025年1月22日に放送された。
- 2024年4月から進行アシスタントとして出演したフジテレビアナウンサー・岸本理沙が2025年6月30日で同局を退職するため、同年4月16日放送をもって番組を卒業した。なお番組放送中に降板についての挨拶はなかった。
- 2025年4月30日放送分より進行アシスタントとして新たにフジテレビアナウンサーの小室瑛莉子が加入した。

## 歴代エンディングテーマ曲
- エンディングテーマ曲のタイアップ期間は通常1クール（3か月）で契約されるが、様々な事情により期間延長される場合がある[9]。これまでタイアップ期間が延長されたエンディングテーマ曲は全5曲でVALSHE「Fragment」、KissBeeWEST「HERO」、クリープハイプ「四季」、WANIMA「Oh!? lie! wrong!!」、ナオト・インティライミ「Believer」がそれぞれタイアップ期間が延長された。

| OA年月                  | タイトル                                | アーティスト             |
| ----------------------- | --------------------------------------- | ------------------------ |
| 2025年7月-9月現在放映中 | KISE                                    | ライブP                  |
| 2025年4月-6月           | 飛行船                                  | irienchy                 |
| 2024年10月-2025年3月    | Believer                                | ナオト・インティライミ   |
| 2024年7月-9月           | 飛行線                                  | LUCY IN THE ROOM         |
| 2024年4月-6月           | ねむ                                    | カラノア                 |
| 2023年4月-2024年3月     | Oh!? lie! wrong!!                       | WANIMA                   |
| 2023年1月-3月           | 大勝利                                  | YUCARI                   |
| 2022年10月-12月         | 深海ブランコ                            | フィルフリーク           |
| 2022年7月-9月           | アンビリバボー                          | 井上苑子                 |
| 2022年4月-6月           | バグトリッパー                          | BüG-TRIPPER              |
| 2022年1月-3月           | CANVAS                                  | 三浦風雅                 |
| 2021年10月-12月         | NEW WORLD                               | 上月せれな               |
| 2021年7月-9月           | Departure                               | YUCARI                   |
| 2020年7月-2021年6月     | 四季                                    | クリープハイプ           |
| 2020年1月-6月           | HERO                                    | KissBeeWEST              |
| 2019年10月-12月         | Shiny Day                               | D.Y.T                    |
| 2019年7月-9月           | GATE                                    | 北原ゆか                 |
| 2019年4月-6月           | Against the Storm                       | 上月せれな               |
| 2019年1月-3月           | Runway                                  | 菅野恵                   |
| 2018年10月-12月         | ゴールライン                            | グッドモーニングアメリカ |
| 2018年7月-9月           | Dream a star                            | 150（イチゴゼロ）        |
| 2018年4月-6月           | Stand Up!! Hands Up!!                   | お掃除ユニットCLEAR'S    |
| 2018年1月-3月           | 花束を、キミに。                        | Chu☆Oh!Dolly             |
| 2017年10月-12月         | 君に願いを                              | CUBERS                   |
| 2017年7月-9月           | Stay Gold                               | Flower Notes             |
| 2017年4月-6月           | コングラチュレーション〜希望の鐘の音〜  | Star☆T                   |
| 2017年1月-3月           | 花コトバ                                | ORANGE POST REASON       |
| 2016年10月-12月         | ガンバ!!                                | ときめき♡宣伝部          |
| 2016年7月-9月           | Over The Rainbow                        | palet                    |
| 2016年4月-6月           | 閃光Believer                            | ベイビーレイズJAPAN      |
| 2016年1月-3月           | 走れ、走れ                              | ベイビーレイズJAPAN      |
| 2015年10月-12月         | トイ・ソルジャー                        | HR                       |
| 2015年7月-9月           | Shining                                 | 中山優馬                 |
| 2015年4月-6月           | 夜明けBrand New Days                    | ベイビーレイズJAPAN      |
| 2015年1月-3月           | アンビリバボー〜Best of my life〜       | SHUN(青SHUN学園)         |
| 2014年10月-12月         | Canvas                                  | ZILCONIA                 |
| 2014年7月-9月           | Tomorrow's Dream                        | ROOT FIVE                |
| 2014年4月-6月           | Sakuraホライズン                        | アイドリングNEO          |
| 2014年1月-3月           | そらのとびかた                          | ぽこた                   |
| 2013年10月-12月         | Twinkle                                 | BREATHE                  |
| 2013年7月-9月           | 透明な白                                | 遠藤舞                   |
| 2013年4月-6月           | たからじま                              | NYC                      |
| 2013年1月-3月           | 君だけのStory                           | mihimaru GT              |
| 2012年10月-12月         | Fly Away                                | palet                    |
| 2012年4月-9月           | Fragment                                | VALSHE                   |
| 2012年1月-3月           | MAMORE!!!                               | アイドリング!!!          |
| 2011年10月-12月         | 向日葵をさがして                        | おつかれーず             |
| 2011年7月-9月           | D'の純情                                | ももいろクローバーZ      |
| 2011年4月-6月           | your song                               | 後藤真希                 |
| 2011年1月-3月           | Queen Bee〜少女の時代から〜             | アイドリング!!!          |
| 2010年10月-12月         | ビッグモンスター                        | ケンソウシ               |
| 2010年7月-9月           | 真冬のひまわり                          | 小林由佳                 |
| 2010年4月-6月           | SUNRISE                                 | アイドリング!!!          |
| 2010年1月-3月           | Don't be afraid                         | アイドリング!!!          |
| 2009年10月-12月         | new cinema paradigm                     | ALvino                   |
| 2009年7月-9月           | キミのものがたり                        | 腐男塾                   |
| 2009年4月-6月           | baby blue                               | アイドリング!!!          |
| 2009年1月-3月           | REBORN                                  | 相川七瀬                 |
| 2008年10月-12月         | オルタナ                                | CANTA                    |
| 2008年7月-9月           | Step By Step                            | 林田健司                 |
| 2008年4月-6月           | ファイファイ                            | 竹仲絵里                 |
| 2008年1月-3月           | サヨナラからのメッセージ                | 稲垣潤一                 |
| 2007年10月-12月         | レモネード                              | 岡野宏典                 |
| 2007年7月-9月           | 千年ロマンス                            | 高見沢俊彦               |
| 2007年4月-6月           | あなたのそばで                          | 安次嶺奈菜子             |
| 2007年1月-3月           | ORION                                   | hare-brained unity       |
| 2006年10月-12月         | 恋の奇跡                                | SunMin                   |
| 2006年7月-9月           | 嗚呼!!されど青春ごっこ                  | THE イナズマ戦隊         |
| 2006年4月-6月           | Eyes                                    | 舞                       |
| 2006年1月-3月           | 太陽のカサ                              | I-lulu                   |
| 2005年10月-12月         | きりんのはなし                          | MAI                      |
| 2005年7月-9月           | 夢花火                                  | Rin'                     |
| 2005年4月-6月           | Destiny                                 | Nao                      |
| 2005年1月-3月           | Miracle                                 | 安良城紅                 |
| 2004年10月-12月         | 揺れる声                                | AUDIO RULEZ              |
| 2004年7月-9月           | Alive                                   | AUDIO RULEZ              |
| 2004年4月-6月           | ニューエイジドリーム                    | AUDIO RULEZ              |
| 2004年1月-3月           | In your eyes                            | Vibes                    |
| 2003年10月-12月         | Walk With You                           | AJI                      |
| 2003年7月-9月           | These Days                              | day after tomorrow       |
| 2003年4月-6月           | Stay in my heart                        | day after tomorrow       |
| 2003年1月-3月           | 冬のトレモロ                            | 松たか子                 |
| 2002年10月-12月         | ブルー・スター 〜青い地球で             | マキシ・プリースト       |
| 2002年7月-9月           | melody                                  | day after tomorrow       |
| 2002年4月-6月           | All This Time（オール・ディス・タイム） | Sting（スティング）      |
| 2002年1月-3月           | fuzzy day                               | ネイバーユース           |
| 2001年10月-12月         | Calling You                             | TAKUI                    |
| 2001年7月-9月           | パーフェクト・サマータイム              | 平山三紀                 |
| 2001年4月-6月           | コイシイヒト                            | 松たか子                 |
| 2001年1月-3月           | anytime anywhere                        | y'z factory              |
| 2000年10月-12月         | WALK                                    | ZIGZO                    |
| 2000年7月-9月           | Summers                                 | hiro:n                   |
| 2000年4月-6月           | 僕はどこへ行く                          | 坂本サトル               |
| 2000年1月-3月           | ボクの夜                                | 鈴木紗理奈               |
| 1999年10月-12月         | BLUE BICYCLE                            | 江川裕史                 |
| 1999年7月-9月           | だいじょうぶ、と彼女は言った            | 佐野元春                 |
| 1999年4月-6月           | 風が吹く頃〜ラシクイキテ〜              | SURE                     |
| 1999年1月-3月           | ALONE                                   | Lastier                  |
| 1998年10月-12月         | フェアリィ・テイル                      | 江口洋介                 |
| 1998年7月-9月           | めぐる季節を越えて                      | FIELD OF VIEW            |
| 1998年4月-6月           | Mellow Candy                            | jeanne                   |
| 1998年1月-3月           | ONE -you are the one-                   | FANATIC◇CRISIS           |
| 1997年10月-12月         | Love in the sky                         | 米倉利紀                 |

## ネット局と放送時間
- 番組末尾の20:54 - 21:00はローカルセールス枠のため、フジテレビ以外の通常時フルネット局でも臨時に末尾6分除く同時ネットとなる場合がある一方、末尾6分除く同時ネット局でも各局の編成によっては臨時フルネットで放送する場合がある。
- 19:00開始の2時間スペシャル以外の拡大版を行う場合は番組末尾6分の飛び降り時刻は臨時に変更される。

| 放送対象地域  | 放送局                    | 系列                                         | 放送時間           | ネット状況                   |
| ------------- | ------------------------- | -------------------------------------------- | ------------------ | ---------------------------- |
| 関東広域圏    | フジテレビ（CX）          | フジテレビ系列                               | 水曜 20:00 - 21:00 | 【制作局】                   |
| 岩手県        | 岩手めんこいテレビ（mit） | フジテレビ系列                               | 水曜 20:00 - 21:00 | 同時フルネット               |
| 秋田県        | 秋田テレビ（AKT）         | フジテレビ系列                               | 水曜 20:00 - 21:00 | 同時フルネット               |
| 岡山県 香川県 | 岡山放送（OHK）           | フジテレビ系列                               | 水曜 20:00 - 21:00 | 同時フルネット               |
| 佐賀県        | サガテレビ（STS）         | フジテレビ系列                               | 水曜 20:00 - 21:00 | 同時フルネット               |
| 福岡県        | テレビ西日本（TNC）       | フジテレビ系列                               | 水曜 20:00 - 21:00 | 同時フルネット               |
| 鹿児島県      | 鹿児島テレビ（KTS）       | フジテレビ系列                               | 水曜 20:00 - 21:00 | 同時フルネット               |
| 北海道        | 北海道文化放送（uhb）     | フジテレビ系列                               | 水曜 20:00 - 20:54 | 同時ネット （20:54飛び降り） |
| 宮城県        | 仙台放送（OX）            | フジテレビ系列                               | 水曜 20:00 - 20:54 | 同時ネット （20:54飛び降り） |
| 山形県        | さくらんぼテレビ（SAY）   | フジテレビ系列                               | 水曜 20:00 - 20:54 | 同時ネット （20:54飛び降り） |
| 福島県        | 福島テレビ（FTV）         | フジテレビ系列                               | 水曜 20:00 - 20:54 | 同時ネット （20:54飛び降り） |
| 新潟県        | NST新潟総合テレビ（NST）  | フジテレビ系列                               | 水曜 20:00 - 20:54 | 同時ネット （20:54飛び降り） |
| 長野県        | 長野放送（NBS）           | フジテレビ系列                               | 水曜 20:00 - 20:54 | 同時ネット （20:54飛び降り） |
| 静岡県        | テレビ静岡（SUT）         | フジテレビ系列                               | 水曜 20:00 - 20:54 | 同時ネット （20:54飛び降り） |
| 富山県        | 富山テレビ（BBT）         | フジテレビ系列                               | 水曜 20:00 - 20:54 | 同時ネット （20:54飛び降り） |
| 石川県        | 石川テレビ（ITC）         | フジテレビ系列                               | 水曜 20:00 - 20:54 | 同時ネット （20:54飛び降り） |
| 福井県        | 福井テレビ（FTB）         | フジテレビ系列                               | 水曜 20:00 - 20:54 | 同時ネット （20:54飛び降り） |
| 中京広域圏    | 東海テレビ（THK）         | フジテレビ系列                               | 水曜 20:00 - 20:54 | 同時ネット （20:54飛び降り） |
| 近畿広域圏    | 関西テレビ（KTV）         | フジテレビ系列                               | 水曜 20:00 - 20:54 | 同時ネット （20:54飛び降り） |
| 鳥取県 島根県 | さんいん中央テレビ（TSK） | フジテレビ系列                               | 水曜 20:00 - 20:54 | 同時ネット （20:54飛び降り） |
| 広島県        | テレビ新広島（tss）       | フジテレビ系列                               | 水曜 20:00 - 20:54 | 同時ネット （20:54飛び降り） |
| 愛媛県        | テレビ愛媛（EBC）         | フジテレビ系列                               | 水曜 20:00 - 20:54 | 同時ネット （20:54飛び降り） |
| 高知県        | 高知さんさんテレビ（KSS） | フジテレビ系列                               | 水曜 20:00 - 20:54 | 同時ネット （20:54飛び降り） |
| 長崎県        | テレビ長崎（KTN）         | フジテレビ系列                               | 水曜 20:00 - 20:54 | 同時ネット （20:54飛び降り） |
| 熊本県        | テレビくまもと（TKU）     | フジテレビ系列                               | 水曜 20:00 - 20:54 | 同時ネット （20:54飛び降り） |
| 沖縄県        | 沖縄テレビ（OTV）         | フジテレビ系列                               | 水曜 20:00 - 20:54 | 同時ネット （20:54飛び降り） |
| 宮崎県        | テレビ宮崎（UMK）         | フジテレビ系列 日本テレビ系列 テレビ朝日系列 | 水曜 20:00 - 20:54 | 同時ネット （20:54飛び降り） |
| 大分県        | テレビ大分（TOS）         | 日本テレビ系列 フジテレビ系列                | 水曜 13:50 - 14:45 | 遅れネット                   |
| 青森県        | 青森テレビ（ATV）         | TBS系列                                      | 日曜 12:54 - 13:57 | 遅れネット                   |
| 山梨県        | 山梨放送（YBS）           | 日本テレビ系列                               | 不定期放送         | 遅れネット                   |
| 山口県        | 山口放送（KRY）           | 日本テレビ系列                               | 不定期放送         | 遅れネット                   |